# Florian Vlashi
Florian Vlashi (ur. 8 listopada 1963 w Durrësie) – albański kompozytor, dyrygent i skrzypek. Syn pisarza i reżysera Gjergja Vlashiego.

## Życiorys
Edukację muzyczną rozpoczął w wieku 6 lat. Ukończył szkołę muzyczną im. Jana Kukuzela w Durrësie, a następnie studia w Akademii Sztuk  w Tiranie. W 1989 zdobył główną nagrodę w konkursie dla muzyków symfonicznych, odbywającym się w Tiranie. W 1989 został dyrygentem i pierwszym skrzypkiem Orkiestry Symfonicznej Jana Kukuzela.
Od 1992 występuje w Hiszpanii, gdzie związał się z Orquesta Sinfónica de Galicia, działającą w A Coruña. W 1996 założył grupę instrumentalną SIGLO XX. Koncerty grupy transmitowało Radio Nacional de España, a także kanały telewizji hiszpańskiej (TVE 2, Canal Internacional de España). Od kilku lat pełni funkcję dyrektora Festiwalu Muzyki Klasycznej w Durrësie. Pracuje na stanowisku profesora w Konserwatorium w Betanzos.
Gra na skrzypcach wykonanych przez francuskiego lutnika J. Bocquaya. Ma syna Daniela (ur. 1997), który także jest skrzypkiem.